# Muildierhert
Het muildierhert (Odocoileus hemionus) is een Noord-Amerikaans hert. Het is nauw verwant aan het witstaarthert (Odocoileus virginianus). Het muildierhert dankt zijn naam aan de grote oren, die doen denken aan die van een muildier. Ook het muildierhert kan zijn oren onafhankelijk van elkaar bewegen. Het muildierhert heeft tien ondersoorten, waaronder het sitkahert.

## Beschrijving
Het muildierhert heeft een bruine vacht. 's Zomers is deze meer rossig tot gelig bruin, 's winters is de vacht grijziger van kleur. De buik is roomwit van kleur, de binnenzijde van de poten, de keelvlek en het binnenste van de oren zijn wit. De staart is aan de bovenzijde wit met een zwart puntje. Bij herten langs de Pacifische kust is de bovenzijde geheel zwart of donkerbruin. Kalfjes hebben een gevlekte vacht.
Het muildierhert heeft een schouderhoogte van 90 tot 105 centimeter, een lichaamslengte van 116 tot 199 centimeter en een staartlengte van 11,4 tot 23 centimeter. Mannetjes zijn groter dan vrouwtjes en dragen een gewei. De hertenbok weegt 50 tot 215 kilogram, de hinde 32 tot 73 kilogram.

## Gedrag
Het muildierhert is vooral actief in de schemering en op nachten met een heldere maan. 's Winters laat het zich ook overdag zien. In berggebieden trekt het muildierhert in de winter naar de dalen.
Het hert eet 's zomers kruiden en bessen, en 's winters twijgen van naald- en loofbomen. Ook eet het eikels en appels.
Het muildierhert leeft in kleine familiegroepjes, bestaande uit een vrouwtje, haar kalfjes en soms ook de eenjarige jongen van de vorige worp. 's Winters voegen deze groepen zich vaak samen in kleine gemengde groepen. Buiten de winter zijn de hinden vrij agressief tegenover andere vrouwtjes. Hertenbokken leven solitair, maar buiten de bronsttijd kunnen ze ook in groepjes van twee leven. Het woongebied van de bok is groter dan die van de hinde.
De bronsttijd loopt van de herfst tot de vroege winter. Tijdens de bronsttijd verlaten veel dieren hun gebruikelijke woongebied. Bokken zijn polygaam en proberen soms een kudde van hindes te vormen. Ook de hinde paart meestal met meerdere bokken. Meestal vechten de bokken met elkaar door middel van dreiggedrag, maar soms wordt er gevochten met de geweien, waarbij de bokken elkaars kop naar beneden proberen te drukken. Meestal ontstaan er geen verwondingen bij deze gevechten, maar soms raken de geweien verstrikt, waarbij beide bokken zullen sterven door verhongering.
In juni en augustus worden na een draagtijd van zes tot zeven maanden één à twee kalfjes geboren. Tweelingen zijn algemener bij oudere hindes, terwijl hindes die voor de eerste keer jongen slechts één kalf krijgen. Ze wegen bij de geboorte ongeveer 3,6 kilogram. De eerste maand worden de kalfjes achtergelaten terwijl de moeder gaat grazen. Ze zoekt de kalfjes regelmatig op zodat ze kunnen worden gezoogd.
De belangrijkste natuurlijke vijanden van het muildierhert zijn de poema en de wolf. Ook lynxen en beren grijpen weleens een hert, en coyotes vangen een enkele keer een kalf. Mensen jagen ook op het muildierhert, als trofee of vanwege schade aan de landbouw.

## Verspreiding en leefgebied
Muildierherten leven langs bosranden, in bergen en voorgebergten in gemengde wouden. Ze leven in het westen van Noord-Amerika: in zowel de Verenigde Staten, Canada als Noord-Mexico. Vooral in de Rocky Mountains zijn ze algemeen. Het hert is ingevoerd op Hawaï en in Argentinië.

## Bambi
De oorspronkelijke Bambi van het boek was een ree. Walt Disney maakte er in de animatiefilm echter een muildierhert van en liet ook verder weinig heel van het boek.